# Brenzikofen
Brenzikofen é uma comuna da Suíça, no Cantão Berna, com cerca de 498 habitantes. Estende-se por uma área de 2,2 km², de densidade populacional de 226 hab/km². Confina com as seguintes comunas: Bleiken bei Oberdiessbach, Fahrni, Heimberg, Herbligen, Oberdiessbach, Oppligen.
A língua oficial nesta comuna é o Alemão.